# Pillansia templemannii
Pillansia templemannii (Baker) L.Bolus – gatunek roślin należący do monotypowego rodzaju Pillansia L.Bolus z rodziny kosaćcowatych (Iridaceae), występujący endemicznie w dystrykcie Overberg i w rezerwacie Kogelberg w Prowincji Przylądkowej Zachodniej w Południowej Afryce. 
Nazwa naukowa rodzaju została nadana na cześć Neville’a Pillansa, południowoafrykańskiego botanika, kuratora Bolus Herbarium. Epitet gatunkowy honoruje Roberta Templemana, pracownika Ogrodu Botanicznego w Cape Town.

## Morfologia

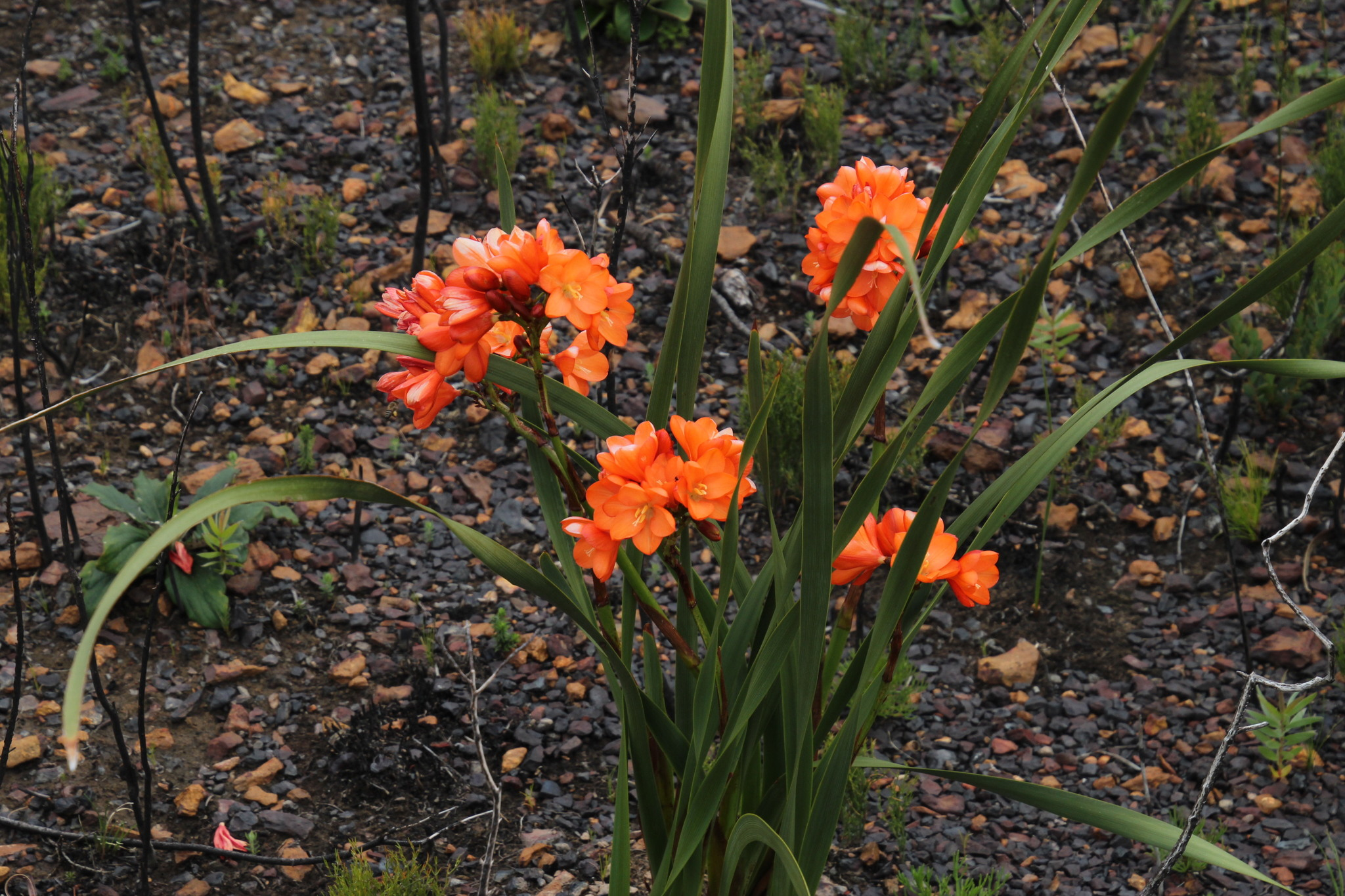

Wieloletnie, wiecznie zielone geofity cebulowe, o wysokości do 1 metra. Podziemna bulwocebula spłaszczona, trwała, pokryta grubą, nieregularną, włóknistą tuniką. Łodyga rozgałęziona z kilkoma równowąskimi, skórzastymi liśćmi, luźno skręconymi, o szerokości 1 cm. Kwiaty promieniste, gwiaździste, siedzące, zebrane w wiechę. Okwiat pomarańczowoczerwony, listki w dolnej części zrośnięte w krótką rurkę, powyżej wolne, rozwarte. Pręciki wzniesione, symetryczne. Szyjka słupka krótko rozgałęziona, wierzchołkowo rozwidlona. Owocami są kuliste, ścięte, drewniejące torebki, zawierające kilka dużych, lekko spłaszczonych nasion.

## Biologia i ekologia
Kwitną od października do listopada, głównie po pożarach. Występują w fynbosie, na glebach pochodzenia piaskowcowego. Są to rośliny wieloletnie – pod bulwocebulami zachowują się ich pozostałości z lat minionych i naliczono ich maksymalnie do 35 warstw. Komórki tych roślin mają 20 par chromosomów homologicznych (x=20).

## Systematyka
Gatunek należy do monotypowego rodzaju Pillansia, zaliczanego do plemienia Watsonieae, z podrodziny Crocoideae w rodzinie kosaćcowatych (Iridaceae). W niektórych ujęciach rodzaj był wyłączany do odrębnego, monotypowego plemienia Pillansieae Goldblatt.

## Nazewnictwo
Synonimy nomenklaturowe
- (bazonim) Tritonia templemannii Baker

Synonimy taksonomiczne
- Aristea wredowia Steud.
- Wredowia pulchra Eckl.